# البرتو البرانی
البرتو البرانی (انگلیسی: Alberto Alberani؛ زادهٔ ۲۲ may ۱۹۴۷ (۷۷ سال)) ورزشکار واترپلو اهل ایتالیا است.
وی در مسابقات کشوری و بین‌المللی در مجموع برندهٔ ۱ مدال طلا، ۱ مدال نقره، ۱ مدال برنز شده‌است.